# 愛知機械工業
愛知機械工業株式会社（あいちきかいこうぎょう）は、愛知県名古屋市熱田区川並町に本社を置くエンジン・マニュアルトランスミッションなど自動車部品・産業用部品を中心としたメーカー。日産自動車の機能子会社。プラントコードは「4」。
終戦直後から1960年代まではオート三輪「ヂャイアント」を、1960年代には「コニー」（#過去の生産車種を参照）などの軽自動車を製造・販売していた。

## 前史
愛知時計製造株式会社（現在の愛知時計電機）から航空機部門が分離した愛知航空機株式会社を前身とする。
1945年（昭和20年）8月15日の終戦により民需転換。

## 完成車メーカー時代

### 1946年以降
「ヂャイアント」や「コニー」の商品名でオート三輪及び軽商用車メーカーとして知られる。
オート三輪には、水冷エンジンや丸ハンドルや全天候型キャビンを自動車業界内で、いち早く採用した。
軽商用車は、ミッドシップ（当時はアンダーフロアと呼んだ）レイアウトを採用する等、先進的な設計で知られた。

### 1961年以降
全日本自動車ショウに試作軽乗用車「コニー・360コーチ」を出品する。
乗用車市場への進出を試みて、超小型車「コニー・グッピー」を発売するが、販売が予想を大きく下回り業績には結びつかなかった。
1962年9月決算では、1.4億円の営業赤字を計上した為、無配転落（復配は1975年3月期）に陥る。
メインバンクの日本興業銀行（当時）の仲介を伴って日産自動車と1962年11月に技術提携を締結する。
1965年3月には、日産自動車と本格的な業務提携に入り、2代目社長であった五明得一郎が相談役に退いた。
日産自動車の購買担当常務であった堀庫治郎が社長就任し、日産の持株比率は、1966年9月末には15%となり、筆頭株主となった。
日産自動車としては、当初から軽自動車メーカーの一社ではなく車両やエンジンの生産委託先及び協力メーカーの一社として愛知機械工業を活用する方針であり、日産出身社長としては初代の堀庫治郎も、日産の横浜第一工場長から愛知機械入りした後任の小畠三郎も生産技術者であった。そして日産の指導の下、原価管理などのノウハウが導入され、以前はプリンス自動車同様に総評系であった労働組合も「民主化」の結果、当時の日産自動車社長の川又克二と親密な関係にあった塩路一郎が率いる自動車労連の傘下に入るなど「日産化」が急速に進行した。

### 1965年以降
1965年発売のコニー・360ワイド以降の自動車生産については、新型車の開発が殆ど無くなった。
同業他社のスズキ、ダイハツ工業、1968年に日本興業銀行の仲介で日産自動車と提携した富士重工等を中心とした熾烈な新型車開発競争や販売合戦からは完全に脱落してしまう。
経営側は、「利益確保優先」と称して積極的な販売促進策も講じなかった事が災いし、結果的に「再建の足かせ」と迄評されるようになった。
1970年10月には自社ブランドでの自動車生産の撤退を余儀なくされ、特別損失40億6800万円を計上した為、堀社長が引責辞任した。
愛知機械工業の販売系列であった「日産・コニー店」は、1970年10月に自社ブランドでの自動車生産から撤退と同時に、日産自動車が生産販売する新規車種のチェリーの発売に合わせて、それまでの「日産・コニー店」の社名であった「日産コニー○○販売」から「日産チェリー○○販売」に社名変更されて「日産・チェリー店」に販売系列が変更された。

## 自動車生産の撤退後
日産・チェリーが3代目へのフルモデルチェンジを機にパルサーに車名変更された後も、従来通り「日産・チェリー店」の名称で存続され、広告上では「パルサー販売会社」又は「パルサー販売」と称されていたが、昭和60年代前半から平成初期にかけて、大半の「日産・チェリー店」が「日産・プリンス店」に統合されており、現在の日産・レッドステージ系列販売会社の礎の1つとなる。
自社ブランドでの自動車生産から撤退以降は、日産自動車の小型車のエンジン・トランスミッションの生産を手がけ、更にはバネット、セレナ、ラルゴ、サニートラック、サニーキャブ/チェリーキャブ、パオの完成車開発・生産までをも行ったが、1999年2月に車両事業継続が困難となった為、ユニット専門工場として再スタートを切るべく車両生産からの撤退が発表され、後に日産自動車が発表した経営再建計画「日産リバイバルプラン」に合流する形となり、2001年に港工場が閉鎖（同時に日産自動車村山工場、日産車体京都工場の乗用車製造ラインも閉鎖）されて完成車生産から撤退した。
当初は、永徳工場を閉鎖して生産設備を港工場に移設することになっていたが、工場閉鎖のみの場合より費用がかかるために方針を転換して港工場の閉鎖となった。港工場で生産されていたC24型セレナは2001年3月より日産自動車栃木工場に順次移管された。現在は、エンジン・トランスミッションの生産専業に徹して完成車生産は行っていないが、他メーカーへも販路を広げている。例を挙げると、三菱・ランサーエボリューションVIIIの6速マニュアルトランスミッションは愛知機械製であり、日産以外の自動車企業との初の取引でもあった。現在では、軽自動車用のCVT（無段変速機）の他、前述の三菱以外にマツダ、フォード・モーター、現代自動車、ルノー、プロトンにもマニュアルトランスミッションを納入している。2007年12月に発売された日産・GT-R用のGR6型デュアルクラッチトランスミッションも愛知機械製である。

## 沿革
- 1943年2月 - 愛知時計製造株式会社（現在の愛知時計電機）から航空機部門が分離し、愛知航空機株式会社を設立。
- 1946年
  - 3月 - 愛知起業株式会社に商号を変更。
  - 12月オート三輪「ヂャイアント」製造販売権を帝国精機産業株式会社より譲り受ける。
- 1947年
  - 4月 - ヂャイアントAA1型生産開始。
  - 10月 現在の社章が正式に制定。
- 1949年5月 - 愛知起業株式会社解散。第2会社が事業を引き継ぎ、新愛知起業株式会社を設立。
- 1952年12月1日 - 愛知機械工業株式会社に商号を変更。
- 1959年3月 - 自社ブランド軽自動車「コニー」製造・販売開始。初代AA27型は軽三輪車。
- 1960年9月 - 「ヂャイアント」の製造・販売を終了。
- 1961年5月 - 「コニーグッピー」を製造・販売開始。しかし、わずか1年足らずで生産終了。
- 1962年11月 - 日産自動車と提携開始。
- 1965年3月 - 愛知機械販売株式会社を設立。
- 1970年
  - 2月 - B20型サニートラックを皮切りに日産車の生産を開始。
  - 10月 - 「コニー」の製造を終了（1971年1月までに販売終了）。
- 2001年3月- 港工場でのセレナ製造を終了。車両製造から撤退
- 2012年3月 - 日産自動車の完全子会社となる。

## 生産品目

### エンジン
- HR15DE/HR16DE
- CR12DE/CR14DE
- QG13DE/QG15DE/QG16DE/QG18DE
- QR25DE
- BR06

### トランスミッション
- FS6R31 - シンクロレブコントロール付き。日産・フェアレディZ Z34に搭載。
- F30A/F70A/F50A/F51A/F52A
- MFA60/MFA80
- W60A
- R30A/R31A
- MRA70
- GR6

### 生産設備
- 無人搬送車「CarryBee」
- 多機能モータセンサ

### その他
- 電気自動車用減速機 - RE1F61Aが日産・リーフに搭載。

## 事業所
- 本社 - 愛知県名古屋市熱田区
- 熱田工場 - 愛知県名古屋市熱田区
  - エンジンの生産
- 永徳工場 - 愛知県名古屋市港区
  - マニュアルトランスミッション、CVT加工組立
- 大江工場 - 愛知県名古屋市港区 - 旧・日本車輌製造株式会社大江工場の敷地に建てられた。
  - 専用工作機械など
- 津工場 - 三重県津市
  - シリンダーヘッド加工
- 松阪工場 - 三重県松阪市
  - シリンダーブロック、シリンダーヘッド、トランスミッションケース等の鋳造製品

## かつての事業所
- 港工場 ‐ 愛知県名古屋市港区（1981年4月1日新設～2001年3月31日閉鎖）
  - 車両の生産
    - 石川島播磨重工業名古屋工場の一部を同社より譲り受け、既存の工場建屋を生かす形で1981年5月から一部稼働するはずだったが当時の不況のあおりを受けて操業を延期。1983年5月から1年限定でダットサントラックの生産を始め、1984年3月に本格稼働開始。主にサニートラック、バネット、ラルゴ、セレナを生産。
    - 現在はユー・エス・エスの自動車オークション会場（USS-R名古屋）と株式会社アビヅの自動車リサイクル工場になっている。

## ブランド
完成車メーカーとして活動していた時代には、幾つかのブランドが用いられた。自社での事業撤退と共に廃止されている。
オート3輪の時代が「ヂャイアント」と「ヂャイアント・コニー」、軽4輪車に移行してからは、「コニー」が使われていた。

## 過去の生産車種
- オート三輪
  - ヂャイアント
- 軽3輪商用車
  - ヂャイアント・コニー（コニーAA27）後に軽4輪のブランドとして使われた「コニー」だが、もともとはこの軽3輪のペットネームに始まる。
- 軽4輪商用車
  - ヂャイアント・コニー360
  - ヂャイアント・コニー600
  - コニー・360
  - コニー・グッピー
  - コニー・360コーチ
  - コニー・360ワイド
- 61式特殊運搬車

## 不祥事
2025年2月18日、自動車部品の製造に使用する金型などを下請け業者に無償で保管させていたとして、公正取引委員会は下請法違反で、愛知機械工業に再発防止を勧告した。